# Les Demoiselles d'Avignon
Les Demoiselles d'Avignon is een van de bekendste werken van Pablo Picasso (1881-1973). Het is geschilderd in Parijs, in een periode van negen maanden gedurende 1906 en 1907. Toen hij het zijn avant-gardevrienden liet zien, vielen ze stil. Alleen Matisse brak in lachen uit. In 1916 werd het in een privésalon getoond. De naam van deze salon werd toen tijdelijk veranderd van "Le bordel d'Avignon" in "Les Demoiselles". Het doek werd pas in 1937 voor het eerst in het openbaar getoond. In 1939 kocht het Museum of Modern Art in New York het - voor $24,000 - en daar hangt het heden ten dage nog.
Het doek was zo anders dan alles wat er tot die tijd was geschilderd, dat het vriend en vijand verbaasde toen Picasso het eindelijk aan de buitenwereld toonde. Veel kunsthistorici menen dat Les Demoiselles d'Avignon het eerste werk was van de 20e-eeuwse schilderkunst. Het is een van Picasso's bekendste werken en tevens een van de eerste uit zijn kubistische periode, hoewel het label van het kubisme door veel kunstkenners in twijfel getrokken wordt. Het wordt derhalve ook wel gezien als een proto-kubistisch werk dat behoort tot het primitivisme.
Het doek toont vijf prostituees die de kijker aanstaren. Opvallend is dat de dames er weinig aantrekkelijk uitzien (evenals het fruit op de voorgrond) en nogal vreemde lichamen hebben. Enkele van de vrouwen zijn gebaseerd op prehistorische Iberische beelden of Afrikaanse maskers. Picasso zag deze maskers in Parijs bij bezoeken aan het Musée national des Arts d'Afrique et d'Océanie. Afrikaanse kunst was bovendien al als inspiratie gebruikt door Paul Gauguin en Henri Rousseau, twee kunstenaars die door Picasso bewonderd werden. In 1937 vertelde Picasso aan André Malraux over zijn eerste bezoek aan genoemd Volkenkundig Museum:

Ik was helemaal alleen. Ik wilde weg. Maar ik ging niet weg. Ik bleef, ik begreep dat het heel belangrijk was. De maskers waren niet gewoon als andere sculpturen. Helemaal niet. Het waren magische dingen … Ik begreep waarom ik schilder was. Helemaal alleen in dat verschrikkelijke museum met maskers, door roodhuiden gemaakte poppen, stoffige beelden. Die dag moet ik het idee voor Les demoiselles d'Avignon hebben gekregen, maar niet vanwege de vormen; omdat het mijn eerste duivelsuitbannings-schilderij was - ja, dat was het!

Picasso zorgde ervoor dat allerlei (volgens de normen van zijn tijd) met elkaar vloekende elementen in het schilderij naast elkaar geplaatst werden. Zo contrasteren de ronde vormen van de vrouwen met overdreven puntig geschilderde lichaamsdelen. Daarnaast botsen de kleuren met elkaar, evenals de voor- en achtergrond.
Picasso heeft zich bij het schilderen van dit werk deels gebaseerd op het schilderij Visión del Apocalipsis (Het vision van Johannes) van de Spaanse renaissanceschilder El Greco. Zo zijn er o.a. gelijkenissen in compositie, de positie en houding van de prostituees en de weergave van het blauwe doek (blauwe mantel van Johannes in het werk van El Greco, blauw doek als achtergrond bij Picasso).
Uit schetsen van Picasso blijkt dat hij eerst ook een matroos en een geneeskundestudent wilde schilderen, waarbij de matroos als klant staat afgebeeld en de geneeskundestudent waarschijnlijk als symbolische waarschuwing tegen syfilis, een geslachtsziekte die rond de eeuwwisseling veel slachtoffers maakte.
De titel van het werk is bedacht door André Salmon, de organisator van de eerste tentoonstelling waar Les Demoiselles d'Avignon te zien was. Les Demoiselles verwijst naar "jongedames", maar men bedoelt er soms ook prostituees mee. Avignon had niets te maken met de Franse stad, maar verwees naar Carrer d'Avinyo, een straat in Barcelona in de buurt van de woning van Picasso, die bekendstond om de bordelen die er gevestigd waren. Picasso noemde het werk overigens nooit bij deze titel; hij noemde het Le bordel ("Het bordeel") en bleef het zijn hele leven zo noemen.